# The Mill Girl (film 1909)
The Mill Girl è un cortometraggio muto del 1909. Il nome del regista non viene riportato nei credit del film di cui non si conoscono altri dati certi.

## Produzione
Il film fu prodotto dalla Lubin Manufacturing Company.

## Distribuzione
Distribuito dalla Lubin Manufacturing Company, il film uscì nelle sale cinematografiche statunitensi nel marzo 1909.